# بایبیچه تو
بایبیچه تو (به لاتین: Baybiche Too) یک رشته‌کوه در قرقیزستان است. بایبیچه تو ۴٬۳۳۷ متر بالاتر از سطح دریا واقع شده‌است.